# Campiña de Morón y Marchena
La Campiña de Marchena y Morón es una comarca española situada en la provincia de Sevilla, en Andalucía.
Limita al este con la Sierra Sur de Sevilla, al sur con la Sierra de Cádiz, al oeste con el Bajo Guadalquivir y la Comarca Metropolitana de Sevilla, y al norte con la Campiña de Carmona y la Comarca de Écija.

## Municipios
Comprende los municipios Coripe, Arahal, La Puebla de Cazalla, Marchena, Montellano, Morón de la Frontera y Paradas.
| Escudo | Municipio            | Superficie (km2) | Población (2024) | Densidad (hab./km2) |
| ------ | -------------------- | ---------------- | ---------------- | ------------------- |
|        | Arahal               | 201,10           | 19 417           | 96,56               |
|        | Coripe               | 51,46            | 1 198            | 23,28               |
|        | Marchena             | 378,25           | 19 382           | 51,24               |
|        | Montellano           | 116,70           | 7 031            | 60,25               |
|        | Morón de la Frontera | 431,94           | 27 228           | 63,04               |
|        | Paradas              | 109,43           | 6 779            | 61,95               |
|        | La Puebla de Cazalla | 189,81           | 10 799           | 56,89               |
|        | Total                | 1 478,69         | 91 834           | 62,10               |